# Beni Khirane
 (avril 2025).
Motif : Sources attestant de la notoriété ?
- Archive Wikiwix
- Bing
- Cairn
- DuckDuckGo
- E. Universalis
- Gallica
- Google
- G. Books
- G. News
- G. Scholar
- Persée
- Qwant
- (zh) Baidu
- (ru) Yandex
- (wd) trouver des œuvres sur Wikidata

| 1. | Préciser le motif de la pose du bandeau. | Précisez le motif de la pose du bandeau en utilisant la syntaxe suivante : {{admissibilité à vérifier\|date=mai 2025\|motif=remplacez ce texte par le motif}}                     |
| 2. | Informer les utilisateurs concernés.     | Pensez à avertir le créateur de l'article, par exemple, en insérant le code ci-dessous sur sa page de discussion : {{subst:avertissement admissibilité à vérifier\|Beni Khirane}} |

Beni Khirane (en arabe : بني خيران) est une tribu arabe hilalienne marocaine faisant partie de la confédération tribale des Tadla. À l'origine, ils habitaient l'Égypte après avoir migré d'Arabie au Xe siècle. Ils ont été introduits au Maroc vers le XIe siècle sous le règne des Almohades. Ce sont principalement des éleveurs qui ont largement préservé un esprit bédouin.